# Meierskappel
Meierskappel – miejscowość i gmina w środkowej Szwajcarii, w kantonie Lucerna, w okręgu Luzern-Land. Leży nad jeziorem Zugersee.

## Demografia
W Meierskappel mieszkają 1 604 osoby. W 2021 roku 18,5% populacji gminy stanowiły osoby urodzone poza Szwajcarią. 

## Transport
Przez teren gminy przebiega autostrada A4.